# 丽江师范学院
26°53′16″N 100°16′46″E / 26.8878865°N 100.2795215°E
丽江师范学院，是由中华人民共和国云南省人民政府主办、云南省教育厅主管的一所普通高等师范本科学校，位于云南省丽江市古城区，学校也是云南西北隅最早开设的专科学校。

## 历史
1978年，云南省教育厅同意成立丽江师专班，初期学校隶属于丽江地区中学，1981年5月，学校迁至丽江县城北郊象山脚下独立建校。1986年，丽江师专班改制为丽江教育学院，并于2001年合并了丽江民族师范学校。
2006年，中华人民共和国教育部同意学校改制为丽江师范高等专科学校，建制延续至今。受到中共丽江市委、市政府发展建设丽江大学城政策等影响，进入2010年代，学校也正在积极筹备升格为本科层次的大学。2024年该校升格为丽江师范学院。